# 刀貝
刀貝（學名：Paphies subtriangulata），亦作紐西蘭刀貝蜆或亞三角尖峰蛤，是一種可食用的双壳纲蛤蜊，屬於尖峰蛤科的物種。本物種是新西兰的特有種，見於南北島等三個主島之上的海灘。